# Анциранана
Анцира́нана (малаг. Antsiranana), также Анцера́нана (Antseranana), до 1975 года — Дие́го-Суа́рес, (фр. Diégo-Suarez) — город на севере Мадагаскара, административный центр округа Анциранана I, района Диана и провинции Анциранана. Расположен на южном берегу бухты Диего-Суарес Индийского океана. Морской порт, но отдаленное положение и до последнего времени плохие дороги на юг сделали его недостаточно значимым для грузовых перевозок. В городе находятся судостроительные и судоремонтные верфи. Город является центром торговли кофе, какао, перцем, рисом и ванилью, выращенных в провинции. В городе находятся предприятия пищевой, в том числе солеваренной, химической, мыловаренной и текстильной промышленности. В городе в 1977 году открыт региональный филиал Университета Антананариву.  В пригороде Анамакиа (Anamakia) в 10 километрах к юго-западу находится аэропорт «Аррашар», названный в честь французского лётчика Людовика Аррашара, мирового рекордсмена и пионера межконтинентальных перелётов, который обслуживает внутренние рейсы.

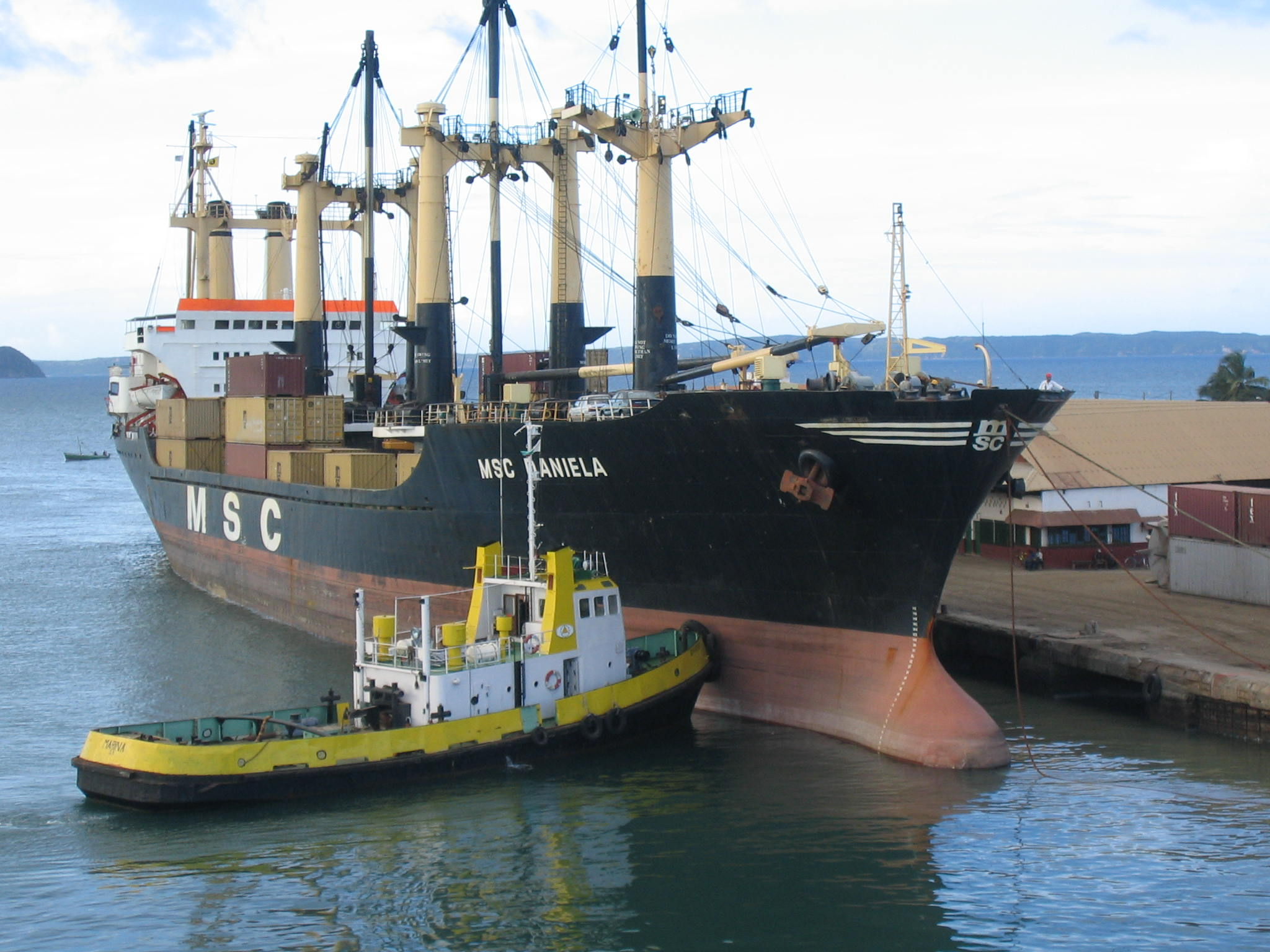
Контейнеровоз в гавани Анциранана

## Название
Место называлось Диего-Суарес по французскому прочтению имени Диогу Суариша (порт. Diogo Soares), португальского мореплавателя, посетившего бухту в 1543 году.
Современное название города означает «порт» от малаг. seranana (серанана) и префикса an-, который пишется слитно. В малагасийском языке имеет место ассимиляция согласных на стыке префикса an- и основы, при этом s переходит в ts.

## История

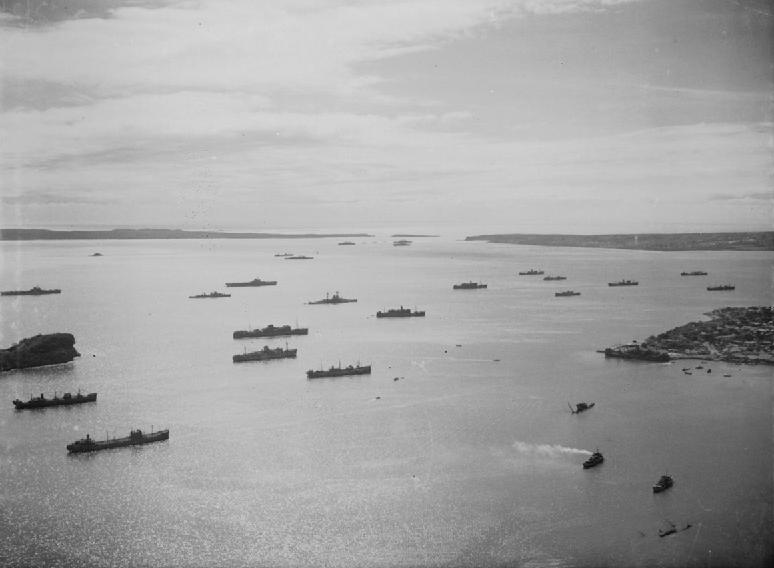
Военные и торговые британские корабли в бухте Анциранана после падения Режима Виши 13 мая 1942

В 1880 году бухта приглянулась Франции, которая хотела создать в ней угольную базу для своих пароходов. После первой франко-малагасийской войны королева Ранавалуна III подписала мирный договор от 17 декабря 1885 года, отдавая Франции протекторат над бухтой и окружающей территорией, а также над островами Нуси-Бе и Нуси-Бураха.
Колониальная администрация начала управлять Мадагаскаром с 1896 года.
Вторая Тихоокеанская эскадра Российского императорского флота пополнила провизию в Диего-Суаресе перед Цусимским сражением в 1905 году.
На месте причала, построенного французами, в начале XX века возник город.
Диего-Суарес был одной из точек вторжения союзных сил, когда они захватили Мадагаскар в 1942 году. Существовала опасность, что Япония будет давить на режим Виши для использования Мадагаскара тем же образом, как Французским Индокитаем в течение предыдущих лет. Поэтому началась операция по захвату Мадагаскара. Диего-Суарес был выбран начальной точкой для вторжения из-за своей превосходной гавани и расположения здесь штаб-квартир многих важных официальных лиц. Он стал также местом атаки японских карликовых подводных лодок на британский флот.
Франция продолжила использовать город в качестве военной базы после провозглашения независимости Малагасийской Республики в 1960 году до пересмотра договоров с Францией правительством Рамананцуа в 1973 году.

## Климат
| Показатель                    | Янв. | Фев. | Март | Апр. | Май  | Июнь | Июль | Авг. | Сен. | Окт. | Нояб. | Дек. | Год  |
| ----------------------------- | ---- | ---- | ---- | ---- | ---- | ---- | ---- | ---- | ---- | ---- | ----- | ---- | ---- |
| Средний суточный максимум, °C | 30,2 | 30,2 | 30,6 | 31,0 | 30,4 | 29,3 | 28,7 | 28,7 | 29,5 | 30,5 | 31,5  | 31,4 | 30,1 |
| Средняя температура, °C       | 26,0 | 26,0 | 26,2 | 26,3 | 25,4 | 24,1 | 23,5 | 23,4 | 24,1 | 25,2 | 26,3  | 26,5 | 25,2 |
| Средний суточный минимум, °C  | 22,8 | 22,7 | 22,9 | 22,6 | 21,6 | 20,2 | 19,6 | 19,4 | 20,0 | 21,2 | 22,5  | 22,9 | 21,5 |
| Норма осадков, мм             | 337  | 305  | 179  | 52   | 13   | 19   | 19   | 18   | 8    | 17   | 54    | 170  | 1191 |
| Источник: World Climate       |      |      |      |      |      |      |      |      |      |      |       |      |      |